# Serotoninagonist
Serotoninagonisten, auch Serotoninrezeptor-Agonisten genannt, sind pharmakologisch wirksame Substanzen, die wie das Gewebshormon und Neurotransmitter Serotonin Serotoninrezeptoren aktivieren können. Diese Agonisten können auf Grund ihrer Selektivität für die mindestens 14 verschiedenen Serotoninrezeptoren unterschieden werden. Serotoninagonisten werden beispielsweise in der Behandlung von Angststörungen und Migräne eingesetzt. Andere Vertreter hingegen besitzen eine Bedeutung als psychedelisch wirksame Rauschdrogen.

## Auswahl
| Serotoninagonist | Selektivität        | Verwendung                                                |
| --- | ------------------- | --------------------------------------------------------- |
| Serotonin | 5-HT1 bis 5-HT7     | endogener Ligand                                          |
| 5-Carboxamidotryptamin | 5-HT1, 5-HT5, 5-HT7 | —                                                         |
| Azapirone (z. B. Buspiron, Tandospiron) | 5-HT1A              | Behandlung von Angststörungen                             |
| Methylphenidat | 5-HT1A, 5-HT2B      | Behandlung von ADHS                                       |
| Triptane (z. B. Sumatriptan, Almotriptan, Eletriptan, Naratriptan, Rizatriptan, Zolmitriptan)                                                                                         | 5-HT1B, 5-HT1D      | Migränetherapie                                           |
| Verschiedene halluzinogene Amphetamine: 4-Brom-2,5-dimethoxyamphetamin (DOB), 4-Iod-2,5-dimethoxyamphetamin (DOI)                                                                     | 5-HT2A/2B/2C        | Psychedelikum, Serotoninrezeptor-Forschungschemikalie     |
| Verschiedene weitere halluzinogene Phenylethylamine, z. B. Mescalin, 4-Brom-2,5-dimethoxyphenylethylamin (2C-B), 4-Ethyl-2,5-dimethoxyphenylethylamin (2C-E), 25I-NBOMe (Vollagonist) | 5-HT2A/2C           | Psychedelikum                                             |
| Verschiedene halluzinogene Tryptamine und verwandte Indolalkaloide, z. B. Lysergsäurediethylamid (LSD), Psilocybin, Ergin (LSA)                                                       | 5-HT2A/2C           | Psychedelikum                                             |
| Dimethyltryptamin (DMT, Vollagonist) | 5-HT2A/2C           | Psychedelikum, vermutlich endogener Ligand am σ1-Rezeptor |
| Lorcaserin | 5-HT2C              | Appetitzügler                                             |
| Cisaprid | 5-HT4               | Prokinetikum                                              |
| Tegaserod | 5-HT4               | Reizdarmsyndrom                                           |